# Klemensnäs
Klemensnäs (alternativt Clemensnäs) är ett område i stadsdelen Ursviken i Skellefteå kommun. Det var tidigare en egen by, men har växt ihop med närliggande byar och bildar stadsdelen Ursviken.

## Industrihistoria
I Klemensnäs anlades ett sågverk 1865–1866 av Skellefteå Ångsågs AB. Efter att sågverket övertagits av Sävenäs AB lades den ned 1909. Året därpå startades en fabrik för mekanisk pappersmassaframställning. Från 1919 till 1983 drevs denna av företaget AB Scharins Söner.
Sedan AB Scharins söner gått i konkurs övertogs driften av nybildade Scharin-Unitex AB. År 1992 flyttades produktionen till södra Hälsingland, och all produktion av träfiberskivor upphörde då i Klemensnäs.

## Kravallerna i Klemensnäs 1932
Efter skotten i Ådalen 1931 strejkade pappers- och hamnarbetare längs hela Norrlandskusten. Kommunisterna började ordna protestmöten på olika platser i länet. Sådana möten hölls i Rönnskär och Kallholmen (båda ligger i nuvarande Skelleftehamn). Arbetsgivaren AB Scharins Söner stängde fabriksdriften men upprätthöll utlastning av pappersmassan som fanns i lager. Fabiksområdet var fridlyst av länsstyrelsen för att skydda de som arbetsgivaren kallade de "arbetsvilliga", vilka bestod av dels bolagets egna tjänstemän och dels insända Norsjöbor. Detta uppfattades som strejkbryteri.
Den 5 juli 1932 hölls ett protestmöte mot detta i Klemensnäs som samlade cirka 1 200 arbetare. Det dryga femtiotalet poliser utrustade med sablar och gevär kunde inte hindra att arbetarna efter mötet tågade vidare mot hamnen där de rev avspärrningarna runt fabriksområdet och hamnade i slagsmål med strejkbrytare och polis. Över fabriken hissades en röd banderoll med texten "Kamp mot fascism och strejkbryteri". Demonstrationen besköts av polisen med skarpa skott och två arbetare sårades livshotande. De personer som lett motståndet sattes i fängelse. För Klemensnäskravallerna fick de båda talarna, Filip Forsberg och Fritz Wall, vardera två och ett halvt års fängelse. En kvinna fick sex månaders straffarbete och sju män fick tre månaders straffarbete var.

## Idrott
Här grundades 1925 Clemensnäs IF.